# Tetragnatha foveata
Tetragnatha foveata är en spindelart som beskrevs av Karsch 1891. Tetragnatha foveata ingår i släktet sträckkäkspindlar, och familjen käkspindlar. Inga underarter finns listade i Catalogue of Life.